# 宮崎電力グループ
宮崎電力株式会社（みやざきでんりょくかぶしきがいしゃ、英文社名：Miyazaki Electric Power Company, Inc.）は宮崎県の小売電気事業者。
2018年（平成30年）4月10日に設立。
宮崎電力テックソリューションズ株式会社（みやざきでんりょくてっくそりゅーしょんずかぶしきがいしゃ）
2013年1月（平成25年）設立。
宮崎電力グループHP

## 沿革
2008年1月　個人事業主として電気工事業を開始
2011年5月　同年3月の東日本大震災を機に太陽光発電の販売・施工開始
2013年1月　株式会社盛和として法人化
2018年4月　宮崎初の地域新電力として宮崎電力株式会社を設立
2018年11月　宮崎電力株式会社 一般向けに電力供給を開始
2019年10月　宮崎電力株式会社 新富町と包括連携協定を締結
2021年4月　株式会社盛和宮崎電力テックソリューションズ株式会社に商号変更
2021年4月　宮崎電力株式会社 日本卸電力取引所（JEPX）取引会員認証

## 事業

### 小売電気事業（登録番号：A0482）
主な料金プラン
- 一般家庭向けの「おうちプラン」
- 企業・ビジネス向けの「ビジネスプラン」
- 夜間の電気代を抑えた「おうちdeナイトプラン」
- 新富町との包括連携により生まれた「新富町応援プラン」

## グループ事業領域
電力供給事業：家庭用・事業用の低圧・高圧電力の供給事業
太陽光発電開発事業：太陽光発電所の開発・施工・運営
EVステーションの開発・施工・運営
蓄電池事業：蓄電システムの販売・施工・メンテナンス
電気工事全般：低圧・高圧設備の電気工事
不動産開発：太陽光発電所用地の取得・開発

## 参加団体
・日本気候リーダーズ・パートナーシップ
・気候変動イニシアティブ